# 哲妮差·素哉帕巴叻
哲妮差·素哉帕巴叻（1999年2月18日—），原名关差诺·素哉帕巴叻，泰國女子羽毛球運動員。

## 簡歷
2016年11月，哲妮差·素哉帕巴叻代表泰國參加在西班牙畢爾包舉行的世界青年羽毛球錦標賽，助泰國隊拿得混合團體比賽季軍。
2019年2月，哲妮差·素哉帕巴叻出戰老撾羽毛球國際系列賽，與梅克·那农吉德合作拿得混合雙打比賽亞軍。

## 主要比賽成績
只列出曾進入準決賽的國際賽事成績：
| 年份   | 賽事                           | 公開賽級別 | 項目     | 搭檔                     | 成績   |
| ------ | ------------------------------ | ---------- | -------- | ------------------------ | ------ |
| 2016年 | 亞洲青年羽毛球錦標賽           | 其他       | 混合團體 | －                       | 季軍   |
| 2016年 | 世界青年羽毛球錦標賽           | 其他       | 混合團體 | －                       | 季軍   |
| 2018年 | 世界大学生羽毛球锦标赛         | 其他       | 混合團體 | －                       | 冠軍   |
| 2019年 | 老撾羽毛球國際系列賽           | 國際系列賽 | 女子雙打 | 查斯妮·戈内帕            | 準決賽 |
| 2019年 | 老撾羽毛球國際系列賽           | 國際系列賽 | 混合雙打 | 梅克·那农吉德            | 亞軍   |
| 2019年 | 馬爾代夫羽毛球國際挑戰賽       | 國際挑戰賽 | 女子雙打 | 查斯妮·戈內帕            | 準決賽 |
| 2019年 | 馬爾代夫羽毛球國際挑戰賽       | 國際挑戰賽 | 混合雙打 | 塔努帕·威里揚恭          | 準決賽 |
| 2019年 | 印尼羽毛球國際挑戰賽           | 國際挑戰賽 | 女子雙打 | 查斯妮·戈內帕            | 準決賽 |
| 2019年 | 尼泊爾羽毛球國際挑戰賽         | 國際挑戰賽 | 女子雙打 | 查斯妮·戈內帕            | 準決賽 |
| 2019年 | 印度羽毛球國際挑戰賽           | 國際挑戰賽 | 女子雙打 | 查斯妮·戈內帕            | 準決賽 |
| 2022年 | 愛沙尼亞羽毛球國際賽           | 國際系列賽 | 女子雙打 | 查斯妮·戈內帕            | 冠軍   |
| 2022年 | 愛沙尼亞羽毛球國際賽           | 國際系列賽 | 混合雙打 | Ratchapol Makkasasithorn | 冠軍   |
| 2022年 | 瑞典羽毛球公開賽               | 國際系列賽 | 女子雙打 | 查斯妮·戈內帕            | 冠軍   |
| 2022年 | 南特羽毛球國際挑戰賽           | 國際挑戰賽 | 混合雙打 | Ratchapol Makkasasithorn | 亞軍   |
| 2022年 | 馬哈拉施特拉邦羽毛球國際挑戰賽 | 國際挑戰賽 | 混合雙打 | 鲁塔纳帕克·乌通          | 冠軍   |
| 2022年 | 埃及羽毛球國際賽               | 國際系列賽 | 混合雙打 | 鲁塔纳帕克·乌通          | 亞軍   |
| 2022年 | 巴林羽毛球國際系列賽           | 國際系列賽 | 混合雙打 | 鲁塔纳帕克·乌通          | 亞軍   |
| 2022年 | 巴林羽毛球國際挑戰賽           | 國際挑戰賽 | 混合雙打 | 鲁塔纳帕克·乌通          | 冠軍   |
| 2023年 | 泰國羽毛球國際挑戰賽           | 國際挑戰賽 | 混合雙打 | 鲁塔纳帕克·乌通          | 冠軍   |
| 2023年 | 夏季世界大學運動會羽毛球比賽   | 其他       | 混合團體 | －                       | 銅牌   |
| 2023年 | 夏季世界大學運動會羽毛球比賽   | 其他       | 女子雙打 | 查斯妮·戈内帕            | 銅牌   |
| 2023年 | 越南羽毛球公開賽               | 超級100賽  | 混合雙打 | 鲁塔纳帕克·乌通          | 亞軍   |
| 2023年 | 高雄羽球大師賽                 | 超級100賽  | 混合雙打 | 鲁塔纳帕克·乌通          | 準決賽 |
| 2023年 | 印尼泗水羽毛球大師賽           | 超級100賽  | 混合雙打 | 鲁塔纳帕克·乌通          | 亞軍   |
| 2024年 | 泰國羽毛球公開賽               | 超級500賽  | 混合雙打 | 鲁塔纳帕克·乌通          | 準決賽 |
| 2024年 | 高雄羽毛球大師賽               | 超級100賽  | 混合雙打 | 鲁塔纳帕克·乌通          | 冠軍   |
| 2025年 | 奧爾良羽毛球大師賽             | 超級300賽  | 混合雙打 | 魯塔納帕克·烏通          | 準決賽 |
| 2025年 | 美國羽毛球公開賽               | 超級300賽  | 混合雙打 | 魯塔納帕克·烏通          | 亞軍   |
| 2025年 | 加拿大羽毛球公開賽             | 超級300賽  | 混合雙打 | 魯塔納帕克·烏通          | 冠軍   |

| 2007-2017年 | 首要超級賽 | 超級賽 | 黃金大獎賽 | 大獎賽 | 國際挑戰賽 | 國際系列賽 | 未來系列賽 | 其他 |

| 2018-2026年 | 總決賽 | 超級1000賽 | 超級750賽 | 超級500賽 | 超級300賽 | 超級100賽 | 國際挑戰賽 | 國際系列賽 | 未來系列賽 | 其他 |